# 伊什卡希姆县
伊什卡希姆县是在阿富汗东部巴达赫尚省 的 28 个 县之一。伊什卡希姆是一个边境城镇（又名：Eshkashem, Ashkāsham）是该县的县治。该县的人口约为 15,951 名居民，其中大多数人被认为是 塔吉克族裔，其次是 普什图族、乌孜别克族 等。 除了阿富汗的两大主要语言达里语和普什图语外，该县的原住居民还使用伊什卡希米语的语言。
伊什卡希姆县位于巴基斯坦的开伯尔-普什图省和塔吉克斯坦的山地巴达赫尚自治州之间，在噴赤河對岸的塔吉克斯坦那里有一个同名的定居点：伊什科希姆县。瓦罕县是在该县东方，该县于 2021 年 7 月落入塔利班手中。